# Tetrakisni heksaeder
| Tetrakisni heksaeder                 | Tetrakisni heksaeder                      |
| ------------------------------------ | ----------------------------------------- |
|                                      |                                           |
| Vrsta                                | Catalanovo telo                           |
| Vrste stranskih ploskev              | enakokraki trikotniki                     |
| Stranske ploskve                     | 24                                        |
| Robovi                               | 36                                        |
| Oglišča                              | 14                                        |
| Vrsta oglišč                         | 6{4}+8{6}                                 |
| Konfiguracija stranskih ploskev      | V4.6.6                                    |
| Simetrijska grupa                    | Oh, BC3, [4,3], *432                      |
| Vrtilna grupa                        | O, [4,3]+, 432                            |
| Diedrski kot                         | 143º 7′ 48″ {\displaystyle \arccos(-4/5)} |
| Značilnosti                          | konveksen ploskovno prehoden              |
| prisekani oktaeder (dualni polieder) | mreža telesa                              |

Tetrakisni heksaeder (tudi disdiakisni heksaeder ali kiskocka) je konveksni polieder s 24-imi stranskimi ploskvami. Je Catalanovo telo in dualno telo za prisekani oktaeder, ki je arhimedsko telo. Lahko se ga obravnava kot kocko, ki ji vsako kvadratno stransko ploskev pokriva kvadratna piramida. Je tudi klitop kocke.
Imenuje se tudi disdiakisni heksaeder, ki je dual omniprisekanega tetraedra.

## Sorodni poliedri in tlakovanja
| simetrija        | sferna         | sferna        | sferna        | sferna        | ravninska      | hiperbolična... | hiperbolična... | hiperbolična... |
| simetrija        | *232 [2,3] D3h | *332 [3,3] Td | *432 [4,3] Oh | *532 [5,3] Ih | *632 [6,3] P6m | *732 [7,3]      | *832 [8,3]...   | *∞32 [∞,3]      |
| red              | 12             | 24            | 48            | 120           | ∞              | ∞               | ∞               | ∞               |
| ---------------- | -------------- | ------------- | ------------- | ------------- | -------------- | --------------- | --------------- | --------------- |
| prisekane oblike | 2.6.6          | 3.6.6         | 4.6.6         | 5.6.6         | 6.6.6          | 7.6.6           | 8.6.6           | 3.4.∞.4         |
| Coxeter Schläfli | t0,1{3,2}      | t0,1{3,3}     | t0,1{3,4}     | t0,1{3,5}     | t0,1{3,6}      | t0,1{3,7}       | t0,1{3,8}       | t0,1{3,∞}       |
| n-kisne oblike   | V2.6.6         | V3.6.6        | V4.6.6        | V5.6.6        | V6.6.6         | V7.6.6          |                 |                 |
| Coxeter          |                |               |               |               |                |                 |                 |                 |